# Verklighet till döds
Verklighet till döds är en essäsamling av Harry Martinson som publicerades 1940. Boken är en civilisationskritisk profetia, indelad i tre avdelningar.

## Handling
Den första avdelningen skildrar en svensk författares reaktioner under en författarkongress i Moskva 1934. Episoden är baserad på en resa Martinson gjorde tillsammans med hustrun Moa Martinson. Några ryska författare demonstrerade Sovjetunionens enfaldiga syn på litteratur, d.v.s. att en författare måste vara lojal inför den socialistiska regimen och vara en pionjär av socialrealism. Martinson mötte deras strikta kulturpolitik med avsky och när Moa blev Sovjetvän ledde det sedermera till skilsmässa.
Författarparets äktenskap och Moskvaresan skildras även i Anders Wahlgrens film Moa (film) från 1986, där Reine Brynolfsson spelar rollen som Harry Martinson.
Den andra avdelningen utgörs av en kort prosalyrisk berättelse med titeln "Död genom vatten", där Martinson genom ett kryptiskt tillvägagångssätt ger uttryck för den TBC-sjukdom han fick under tjugotalet som fick honom att avbryta sjömanslivet. Han är en primitivist, hemlös i tiden, och antagonistisk mot den alltför snabba industrialiseringsprocessen och dess exploatering av naturen. Han vantrivs i det oroliga världsläget då det andra världskriget befann sig i ett inledningsstadium. Inte minst sedan Sovjetunionen och Tyskland slutit Molotov-Ribbentroppakten.
Den sista avdelningen med titeln "Verklighet till döds" är ett fiktivt krigsreportage från Finska vinterkriget. Genom Holger Tidemans ögon skildras några författare i den Svenska frivilligkåren som gjorde 'Finlands sak till sin' och gick ut i fronten vid Salla, för den lilla nationens försvar mot den aggressiva expanderande 'överfallscivilisationen' Sovjetunionen.